# Eugen Theodor Martin
Eugen Theodor Martin (Freiburg, 28 de dezembro de 1925 - 15 de dezembro de 2010) foi um empresário e político alemão, um dos fundadores do Partido Democrático Liberal.